# فورد ماستنگ ماک-ئی

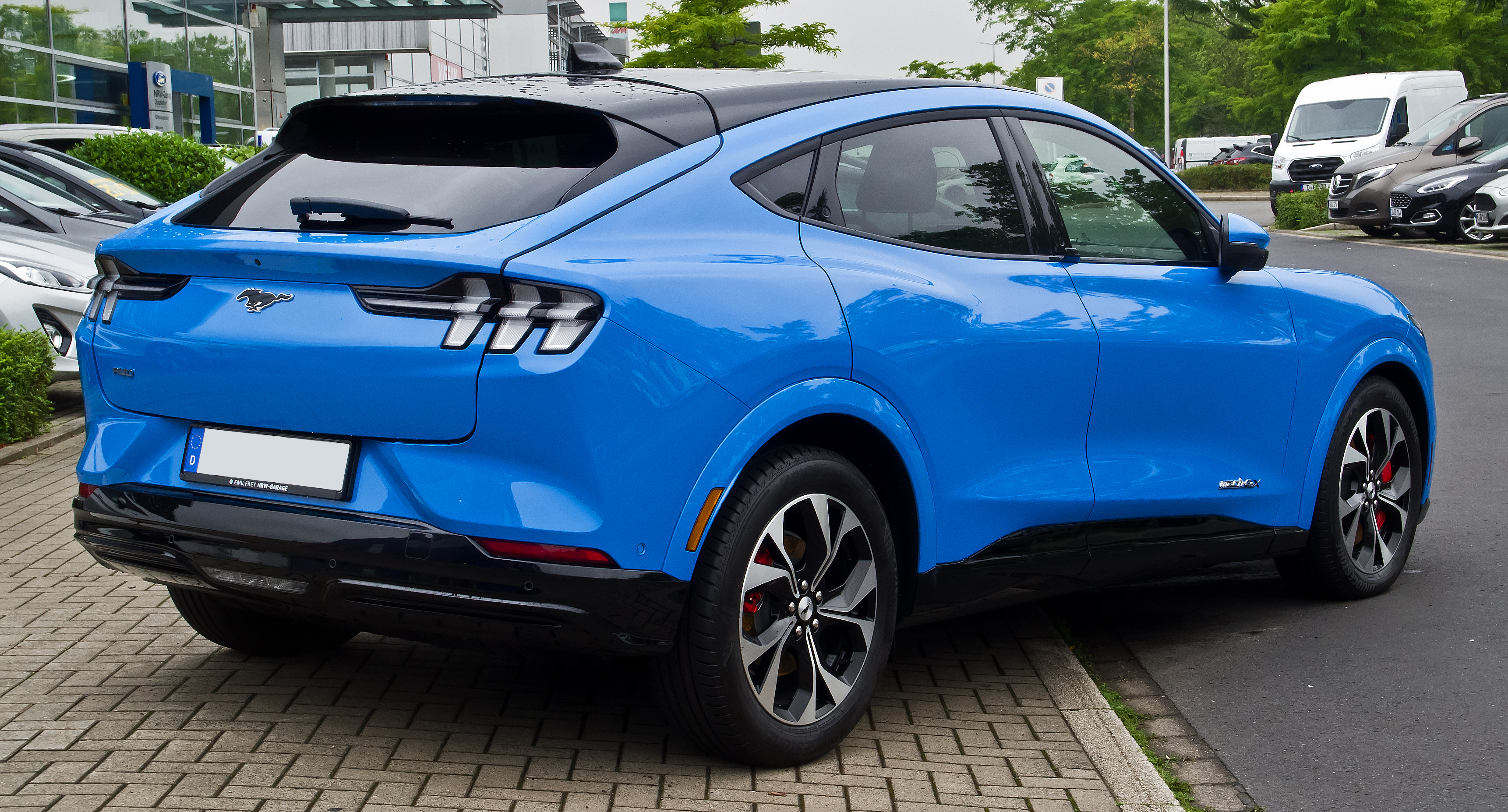
نمای عقب

فورد ماستنگ ماک-ئی (انگلیسی: Ford Mustang Mach-E) یک خودروی برقی ۵ در کراس‌اوور است که توسط شرکت فورد موتور ساخته شده‌است. این خودرو در ۱۷ نوامبر ۲۰۱۹ معرفی شد و فروش آن در اواخر سال ۲۰۲۰ با مدل سال ۲۰۲۱ آغاز شد. این خودرو جایزهٔ اس‌یووی سال ۲۰۲۱ آمریکای شمالی را از آن خود کرد.